# Voutré
Voutré is een gemeente in het Franse departement Mayenne (regio Pays de la Loire). De plaats maakt deel uit van het arrondissement Laval. Voutré telde op 1 januari 2022 905 inwoners.

## Geografie
De oppervlakte van Voutré bedroeg op 1 januari 2022 18,57 vierkante kilometer; de bevolkingsdichtheid was toen 48,7 inwoners per km².

## Verkeer en vervoer
In de gemeente ligt spoorwegstation Voutré.

## Demografie
Onderstaande figuur toont het verloop van het inwonertal (bron: INSEE-tellingen).